# Max Chamberlain
Max Chamberlain (* 24. Februar 1997 in Los Angeles) ist ein US-amerikanischer Volleyballspieler.

## Karriere
Chamberlain spielte zunächst zehn Jahre lang American Football. Seine Volleyball-Karriere begann er an der John Burroughs High School in Burbank. Von 2016 bis 2019 studierte er an der Pepperdine University und spielte in der Universitätsmannschaft Waves. Nach seinem Studium wechselte er zum französischen Erstligisten Tourcoing Lille Métropole. Mit dem Verein erreichte der Mittelblocker in der Saison 2019/20 den fünften Platz in der Liga. In der Saison 2020/21 war er in Griechenland bei AOP Kifissias aktiv. 2021 wurde er vom deutschen Bundesligisten Netzhoppers Königs Wusterhausen verpflichtet. Mit den Netzhoppers musste er sich in der Saison 2021/22 im Achtelfinale des DVV-Pokals und im Playoff-Viertelfinale der Bundesliga geschlagen geben. Auch 2022/23 spielt Chamberlain für den Bundesligisten.